# White Sun
White Sun ist eine US-amerikanische New-Age-Band aus Los Angeles.

## Karriere
Mitte der 2010er schlossen sich die Sängerin Gurujas, der Gongvirtuose und Yogalehrer Harijiwan und der Komponist Adam Berry zu dem New-Age-Projekt White Sun zusammen. Gurujas hat einen klassischen Musikhintergrund – die Mutter hatte eine Ausbildung als Violinistin – und gehörte in ihrer Jugend dem Kinderchor des renommierten Cleveland Orchestra an. Am College begann sie sich für Yoga zu interessieren und wurde Anhängerin des Kundalini-Yoga, das sie auch aktiv verbreitet. Ihr Lehrer ist Harijiwan, der wiederum selbst von Yogi Bhajan instruiert wurde, der für eine besonders auch im Westen verbreitete Ausrichtung des Kundalini-Yoga steht. Harijiwan hatte die Idee zu White Sun, um die Gurbani-Mantras aus dem Adi Granth, der heiligen Schrift der Sikh, über die Musik zu verbreiten. Die Melodien stammen meist von Gurujas. Für die musikalische Umsetzung wandten sie sich an Adam Berry, der für seine Musik für Film und Fernsehen bekannt wurde (unter anderem South Park) und 2011 einen Emmy Award bekam. 
Das selbst produzierte Debütalbum, das genau so hieß wie das Projekt, erschien 2015 und verhalf ihnen zu einer gewissen Bekanntheit. Sie führte zu einem Plattenvertrag mit dem Label Be Why. Bereits ein Jahr später erschien das Album White Sun II. Zu den Mitwirkenden gehörten unter anderem Grammy-Gewinner Mamadou Diabate (Kora-Spieler), Gabe Witcher von den Punch Brothers (Fiddle) und der Tabla-Gelehrte Abhiman Kaushal, der auch schon am Album Passages von Ravi Shankar und Philip Glass mitgewirkt hatte, sowie The Waters, eine sehr bekannte R&B-Backgroundgesangsgruppe.
Das Album erreichte Platz 1 der Billboard-New-Age-Alben und Platz 2 der US-Weltmusik-Charts. Auch in den Heatseekers Charts konnte es sich platzieren. Bei den Grammy Awards 2017 erhielten White Sun die Auszeichnung für das beste New-Age-Album des Jahres.

## Mitglieder
- Gurujas Kaur Khalsa (* in Cleveland)
- Harijiwan Singh Khalsa
- Adam Berry

## Diskografie
Alben
- White Sun (2015)
- White Sun II (2016)